# Cresporhaphis pinicola
Cresporhaphis pinicola är en svampart som först beskrevs av Gonçalo Antonio da Silva Ferreira Sampaio, och fick sitt nu gällande namn av M.B. Aguirre 1991. Cresporhaphis pinicola ingår i släktet Cresporhaphis och familjen Trichosphaeriaceae.   Inga underarter finns listade i Catalogue of Life.